# Пам'ятник жертвам депортації 1944—1946 років
Пам'ятник жертвам депортації 1944—1946 років — монумент у місті Тернополі. Розташований у сквері імені Митрополита А. Шептицького на вулиці Січових Стрільців біля управління Тернопільсько-Зборівської митрополії УГКЦ (від бульвару Тараса Шевченка).

## Пам'ятник
Конкурс на проект пам'ятника проводився ще 10 років тому. З того часу на місці спорудження пам'ятника стояв пам'ятний знак. Пам'ятник — двометрове дерево з обрізаним корінням — встановлений на чорному гранітному постаменті. З чотирьох боків розташовані назви історичних земель Лемківщини, Надсяння, Холмщини та Підляшшя. Висота скульптури — понад два метри і виготовлена з бронзи (крона та стовбур) та пісковику (частина під написом, який перетинає коріння). Біля пам'ятника за підтримки Тернопільської міської ради облаштували алею з квітів, встановили ліхтарі та лавки. До роботи над монументом долучилися і багато меценатів та етнічних організацій.
Напис на пам'ятнику:
|  | Українцям-жертвам депортації 1944-46, 1951 |

### Символіка
Дерево без коріння, як лемки без своїх земель — така ідея монументу. У його кроні — постаті згорьованих людей, які зібравши пожитки на вози, покидають свої домівки, а позаду: храми, цвинтар, хати та одинокий сумний лелека, як символ дому, який знаходиться там — на малій Батьківщині, і чекає своїх господарів.

## Автори
Авторами пам'ятника є тернопільський архітектор Олег Головчак, скульптори зі Львова Андрій і Володимир Сухорські (сини лемківського майстра дерев'яної об'ємної різьби Андрія Сухорського) та Володимир Стасюк із Рівного.

## Відкриття
Пам'ятник урочисто відкрили в День Незалежності України 24 серпня 2014 року з нагоди 70-річчя з часу примусового виселення українців з історичних земель Лемківщини, Надсяння, Холмщини та Підляшшя в 1940-их роках.
На відкритті були представники духовенства, політичних і громадських організацій Тернопільської області, зокрема, народний депутат України Олексій Кайда, голова Тернопільської облдержадміністрації Олег Сиротюк, міський голова Тернополя Сергій Надал.

### Світлини

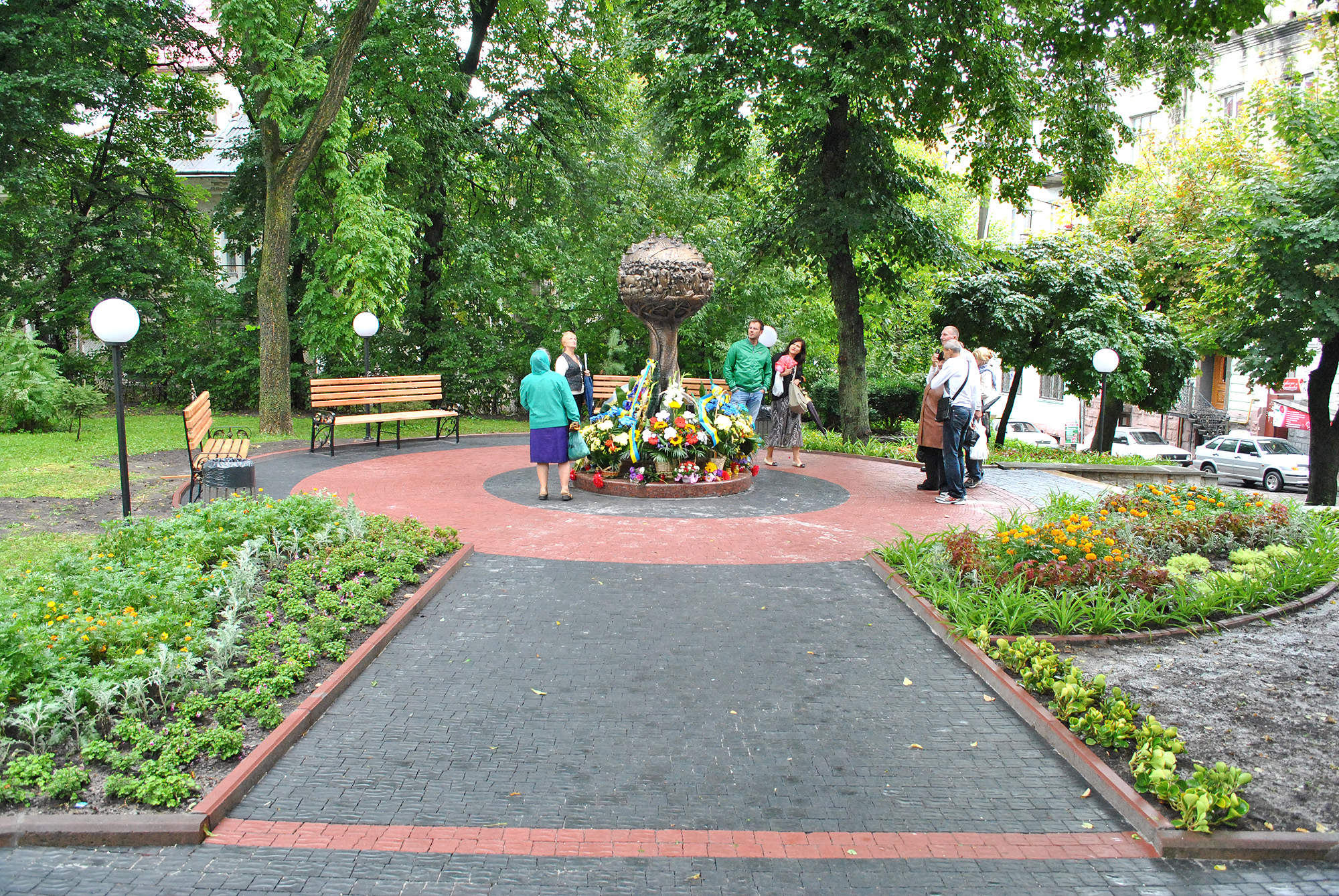
Сквер та алея біля пам'ятника
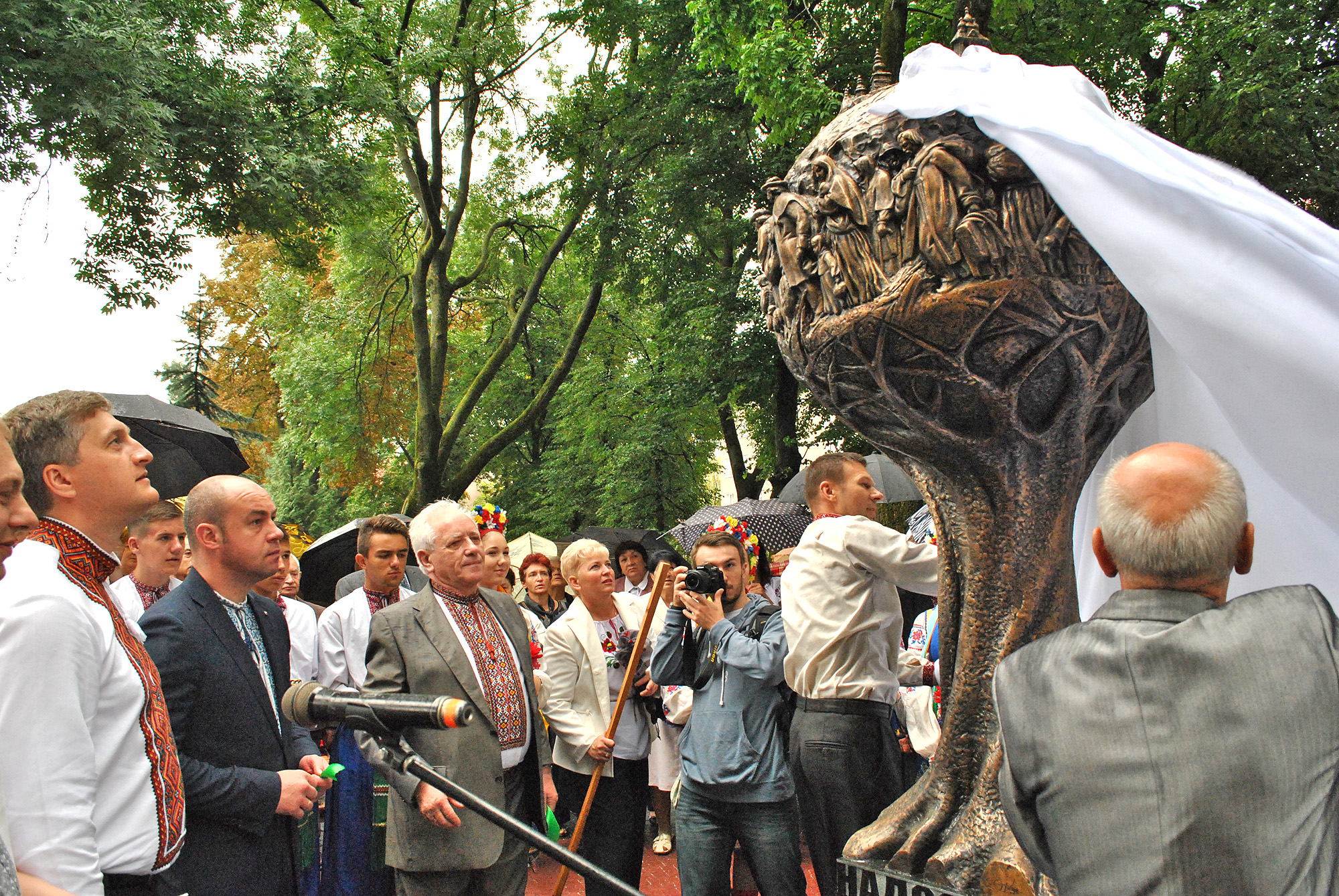
Відкриття пам'ятника
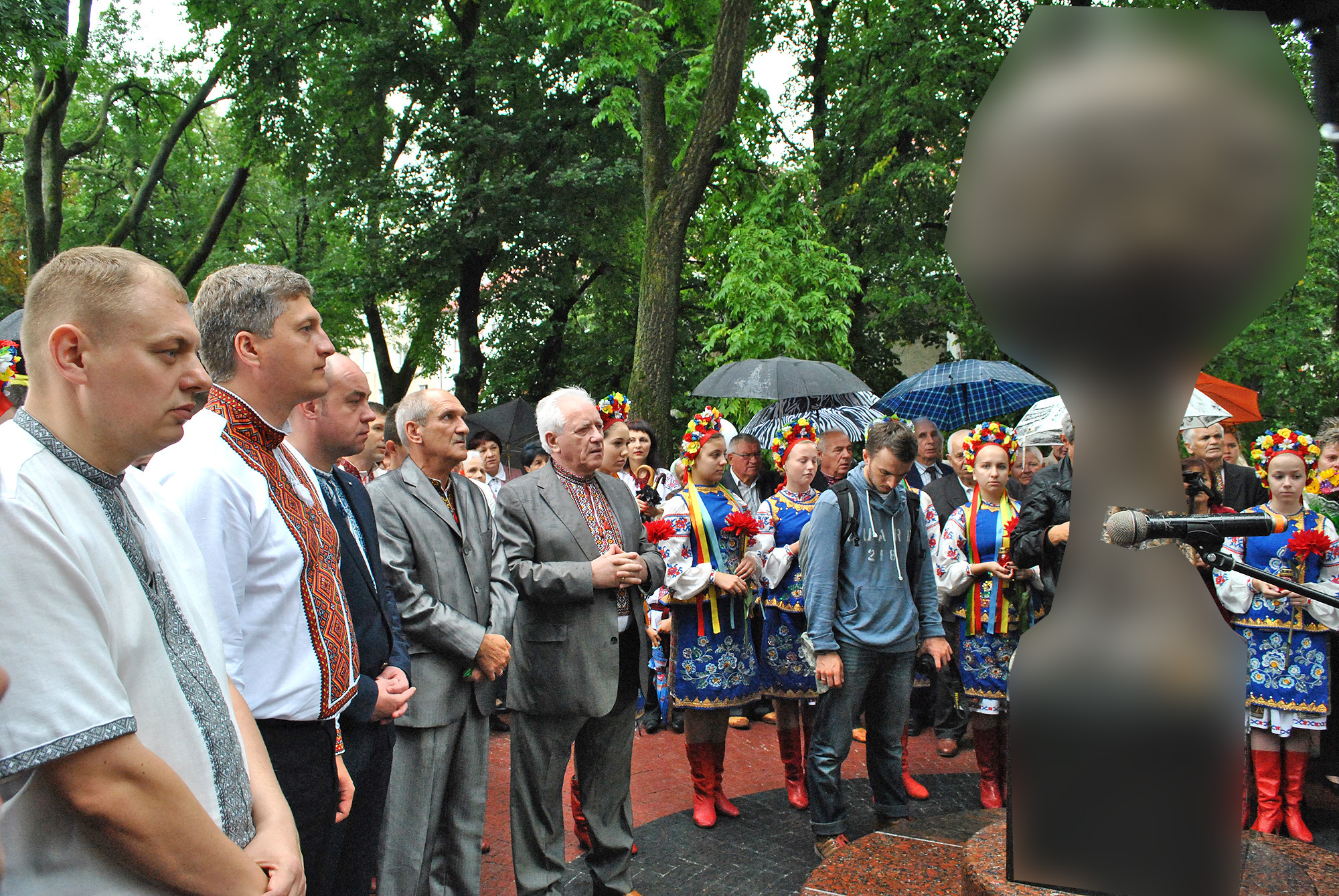
Відкриття пам'ятника
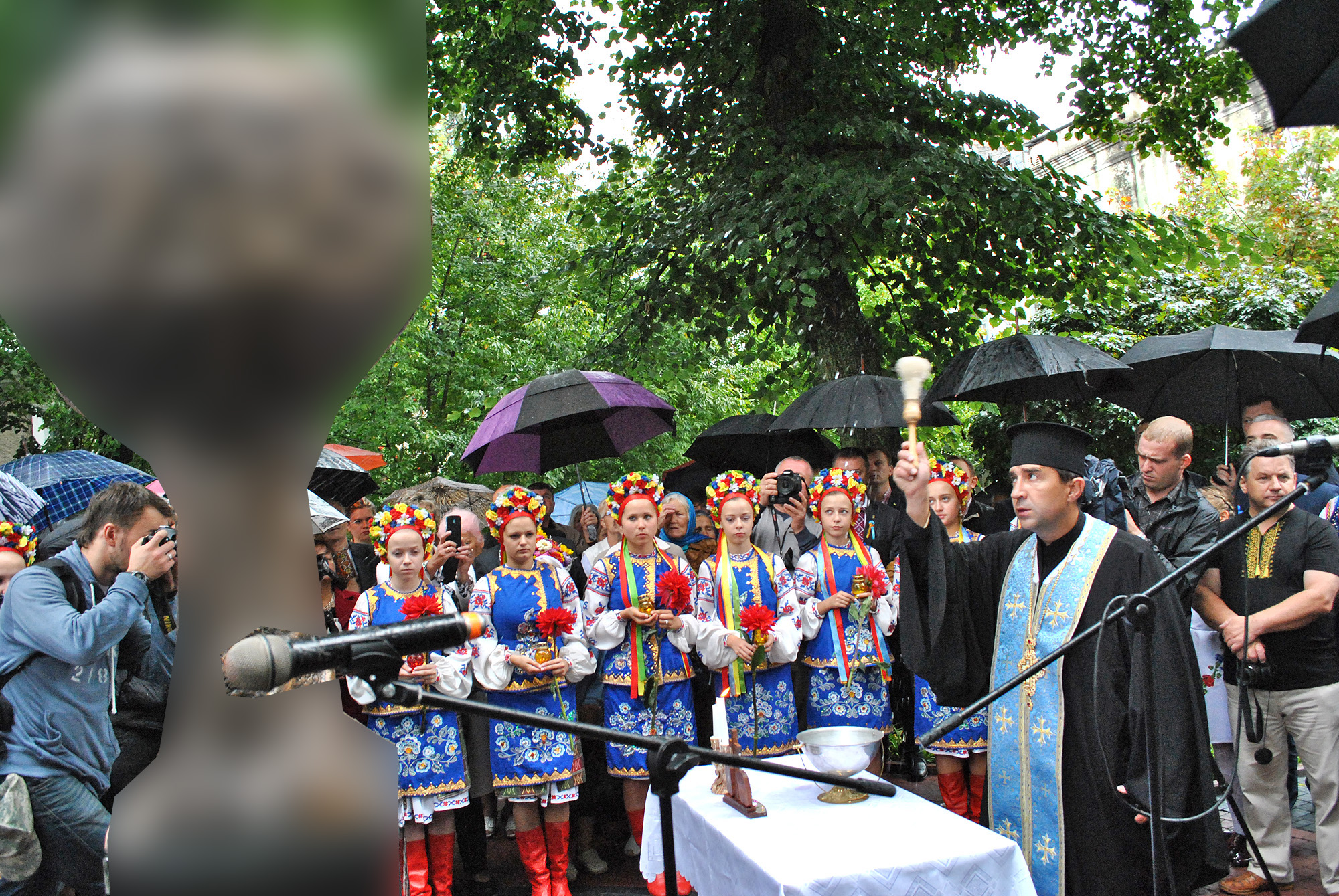
Освячення пам'ятника
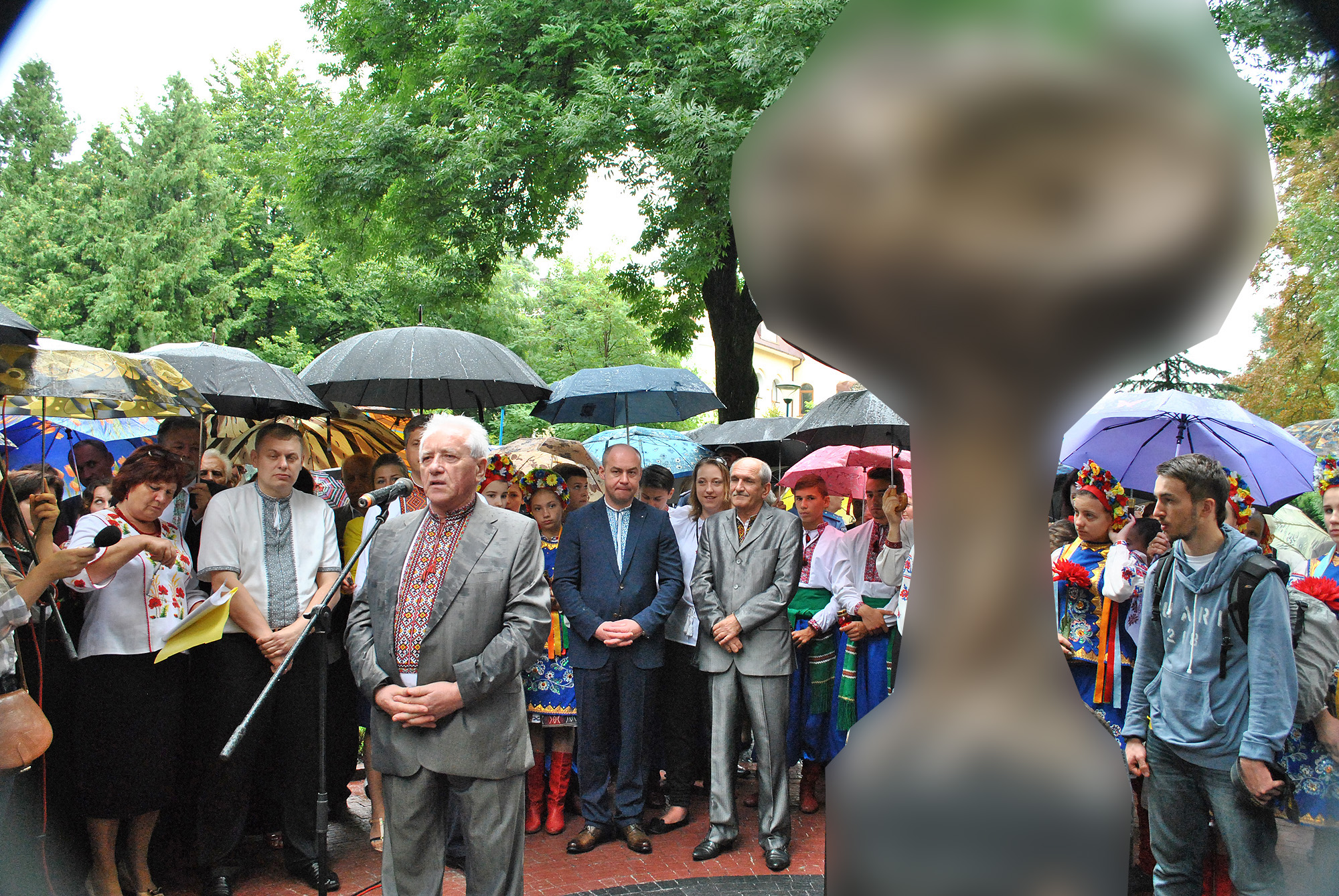
Виступає голова Всеукраїнського товариства «Лемківщина» Олександр Венгригович
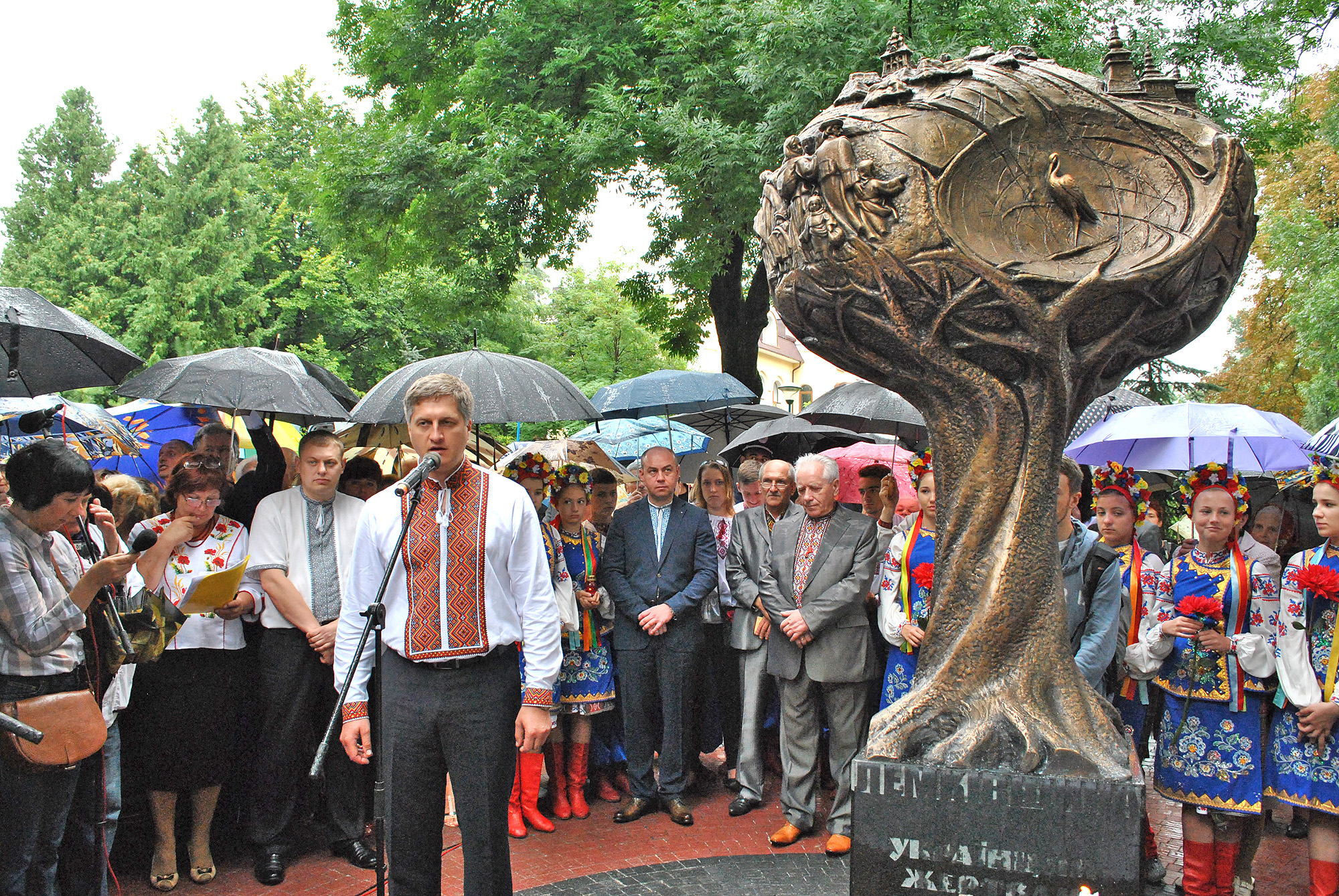
Виступає голова Тернопільської обласної державної адміністрації Олег Сиротюк
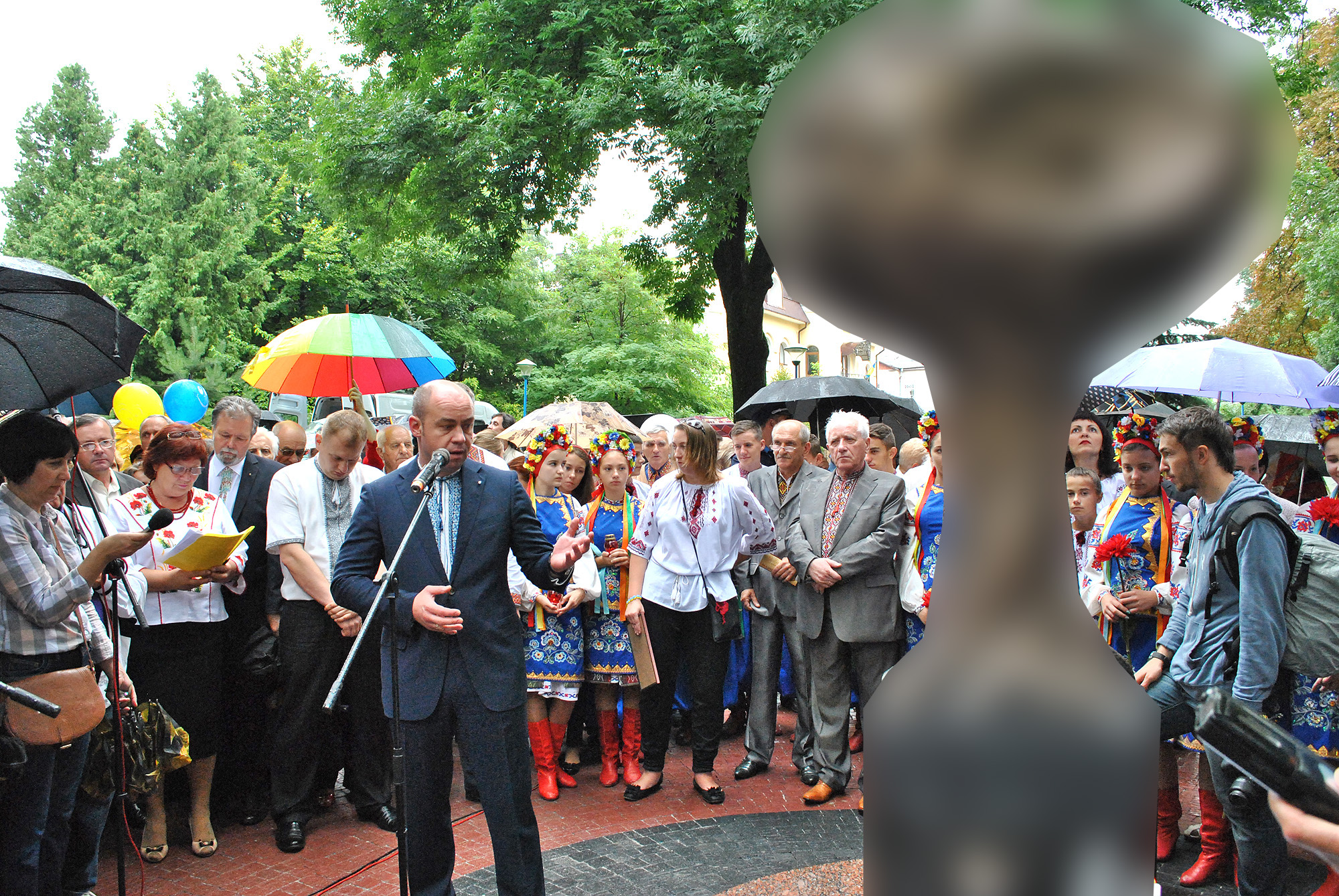
Виступає міський голова Тернополя Сергій Надал
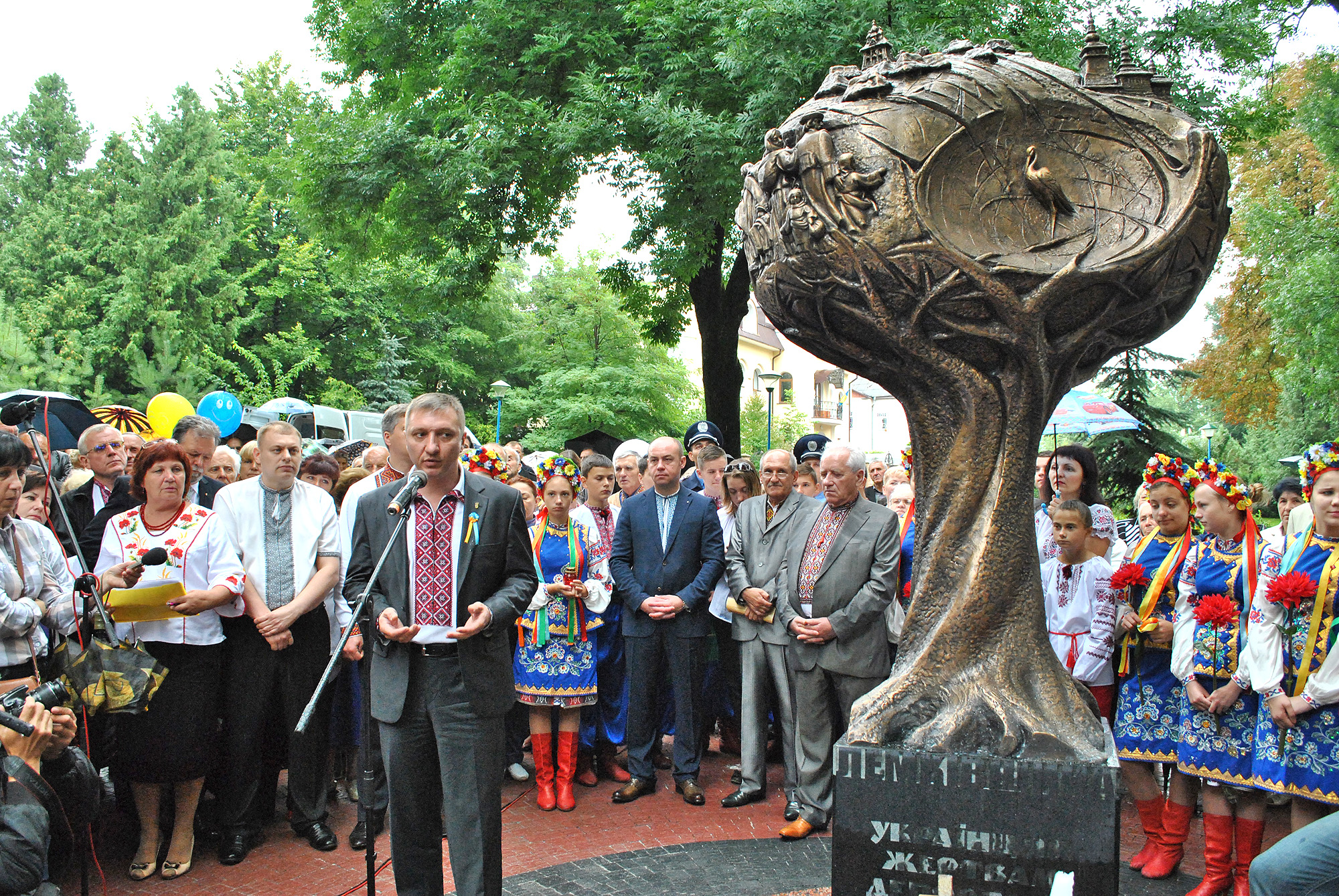
Виступає народний депутат України Олексій Кайда
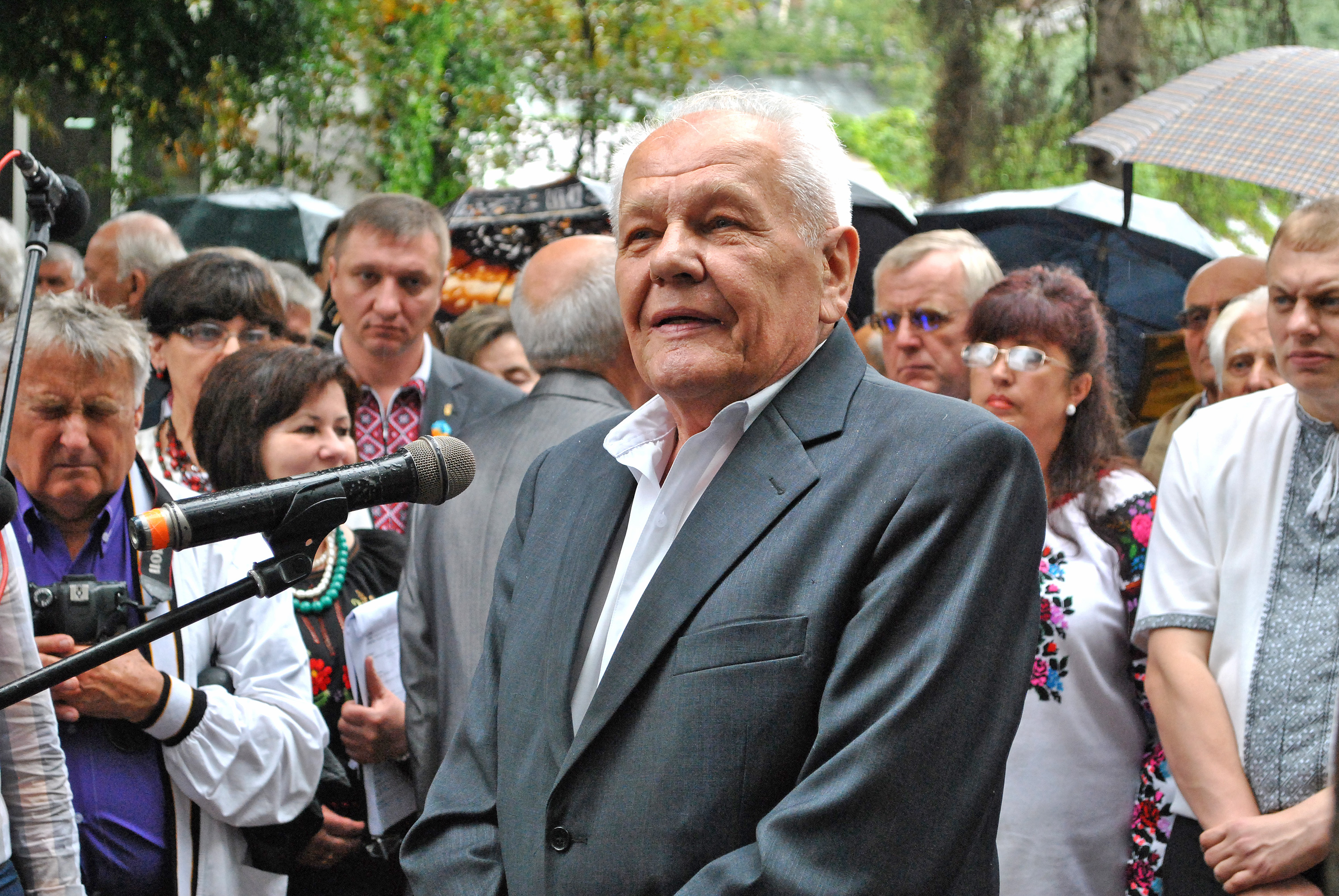
Виступає голова об'єднання товариств депортованих українців Закерзоння Володимир Середа
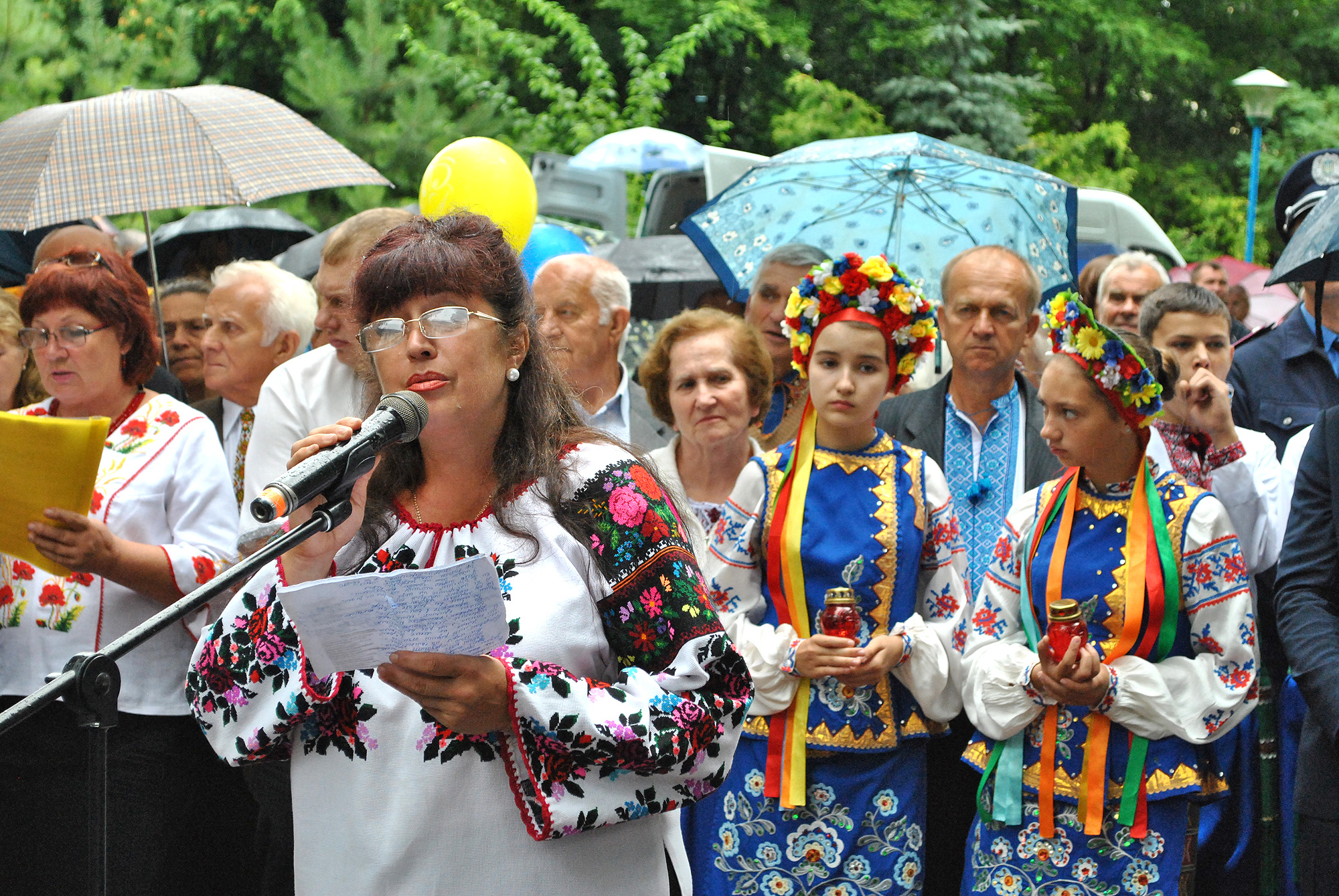
Виступає поетка з Борщова Леся Любарська
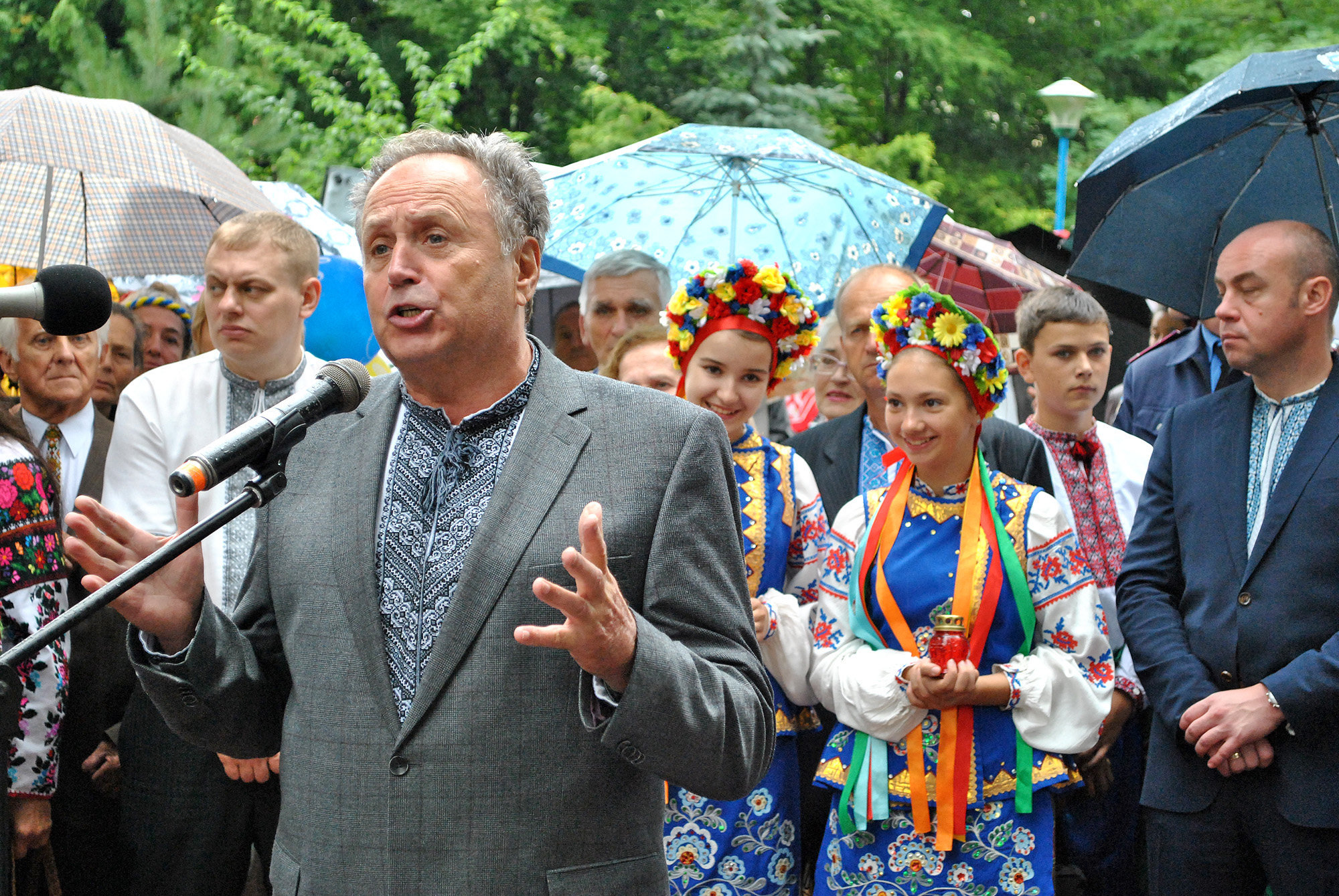
Співає заслужений артист України Богдан Іваноньків
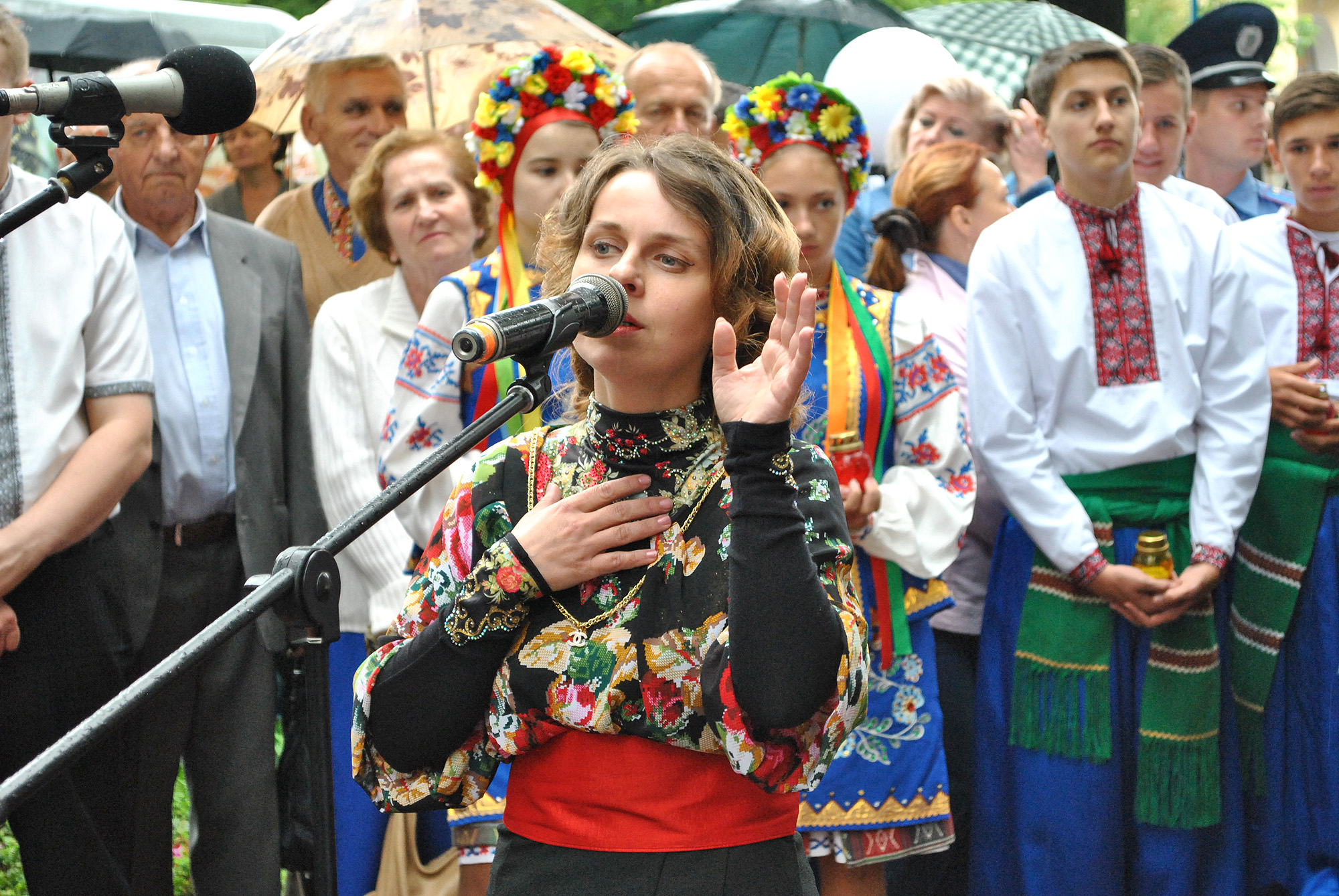
Співає бучачанка Леся Мацьків-Горлицька
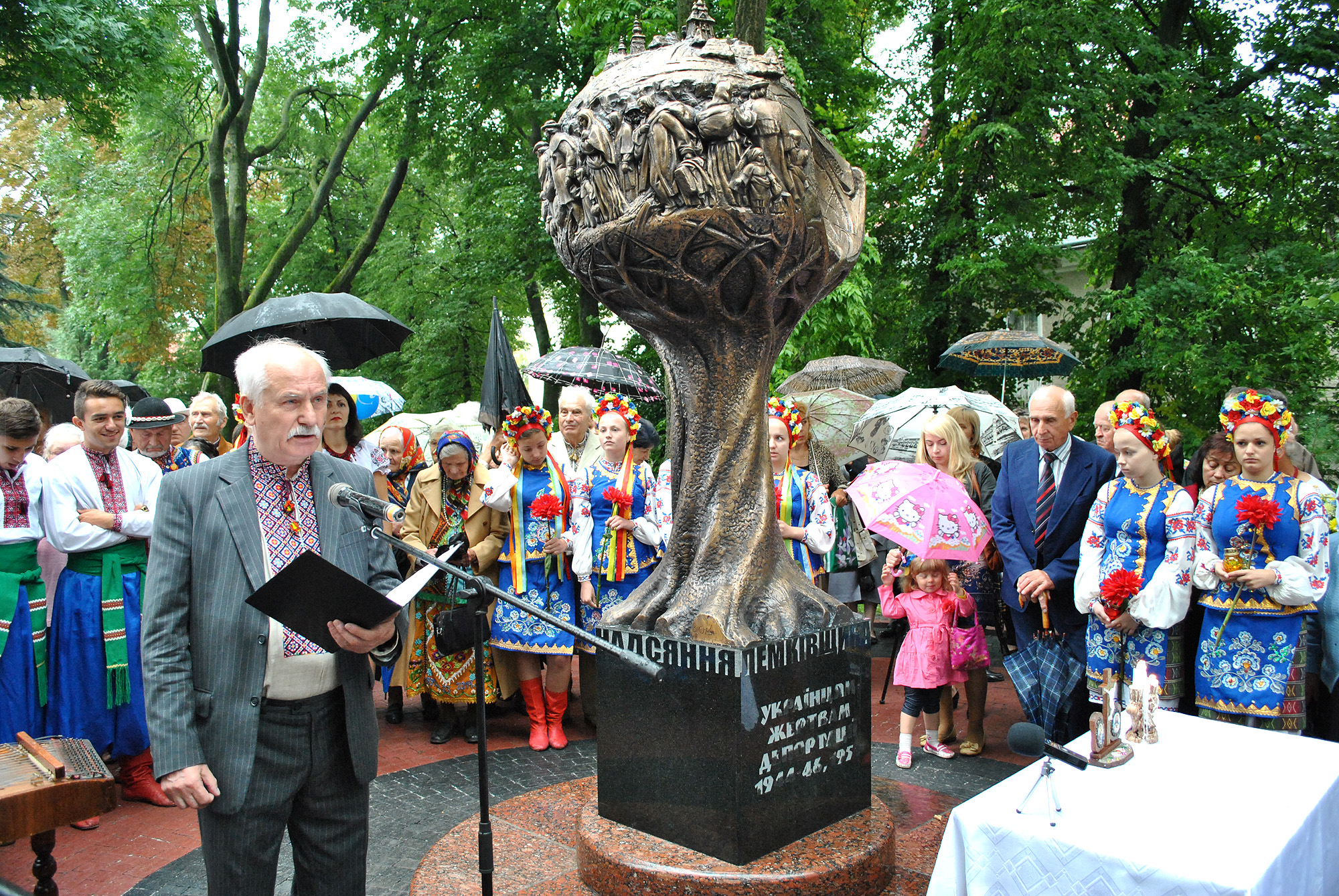
Виступає редактор «Дзвонів Лемківщини», директор Тернопільського художнього музею Ігор Дуда